# Paul Hamilton
Paul Hamilton (Saint Paul's Parish, 16 ottobre 1762 – 30 giugno 1816) è stato un politico statunitense.

## Biografia
Fu il terzo segretario della marina statunitense sotto il presidente degli Stati Uniti d'America James Madison.
Nato nello stato del Carolina del Sud lasciò la scuola all'età di 16 anni per problemi finanziari. Combatté durante la guerra d'indipendenza americana, al fianco del generale Francis Marion e poi con il colonnello William Harden, con cui partecipò alla conquista del forte Balfour.

## Riconoscimenti
Tre navi cacciatorpediniere sono state chiamate USS Paul Hamilton in suo onore.